# Ketengus typus
Ketengus typus és una espècie de peix de la família dels àrids i de l'ordre dels siluriformes.

## Morfologia
- Els mascles poden assolir 25 cm de longitud total.[3][4]

## Alimentació
Menja invertebrats i peixets.

## Hàbitat
És un peix demersal i de clima tropical.

## Distribució geogràfica
Es troba a Àsia: Illes Andaman i des de Tailàndia fins a Indonèsia.

## Ús comercial
No és present als mercats locals.